# 일본의 의원연맹 목록
다음은 일본 의회의 의원연맹 목록이다. 국회의원들만이 참여하는 의원연맹만을 대상으로 하였으며, 순서는 히라가나 순서로 배치하였다.

## 목록

### 숫자, 알파벳
1. NAIS의 모임
2. NASA의 모임
3. TPP 협상에서 국익을 지키는 모임
4. TPP를 신중하게 생각하는 모임
5. LGBT에 대한 과제를 생각하는 의원 연맹
6. 4월 28일 주권 회복 기념일 의원 연맹

### 아행
1. 아이누 민족의 권리 확립을 생각하는 의원 모임
2. 아태 국회의원 연합
3. 내일의 일본 임업을 생각하는 젊은 의원 모임
4. 내일을 만드는 모임
5. 앰네스티 의원 연맹
6. 보안 의원 협의회
7. 바둑 문화 추진 의원 연맹
8. 위안부 문제와 난징 사건의 진실을 확인하는 모임
9. 이쿠맨 의원 연맹[1]
10. 이시카와 도모히로 의원의 체포를 생각하는 모임
11. 유가족 의원 협의회
12. 개와 고양이의 도살 처분 제로를 목표로 하는 동물 애호 의원 연맹
13. 의약품 인터넷 판매 관련 의원 연맹
14. 의료 사고 방지 의원 연맹
15. 바이러스성 간염 대책 연구회
16. 우리즌 모임[2]
17. 우주 에너지 이용 추진 의원 연맹
18. 영화 의원 연맹
19. 영주 외국인의 지방 참정권을 신중하게 생각하는 스터디
20. 영양사 의원 연맹
21. NPO 의원 연맹
22. 맛있는 물 추진 의원 연맹
23. 스모 애호가 의원 연맹
24. 심산수원의 숲 보전·재생 의원 연맹
25. 친학 추진 의원 연맹[3]

### 카행
1. 해외 파견 자위대원을 지원하는 국회의원 모임
2. 외국인 참정권의 신중한 취급을 요구하는 국회의원 모임
3. 간호 노동 문제 의원 연맹
4. 해양 진흥 연맹
5. 해양 의원 연맹
6. 핵 군축·비확산 의원 연맹 일본
7. 격차 시정에 임하는 의원 유지 모임
8. 확정기여형 연금 추진 의원 연맹
9. 격투기 진흥 의원 협회
10. 핵융합 에너지 이용 촉진 의원 연맹
11. 주유소를 생각하는 젊은 의원 모임
12. 휘발유 가격 인하대
13. 가치관 외교를 추진하는 의원 모임
14. 꽃가루 알레르기 대책 의원 연맹
15. 가라데 추진 의원 연맹
16. 환경 위생 의원 연맹
17. 환경세를 추진하는 젊은 의원 모임
18. 환경 호르몬 다이옥신 의원 연맹
19. 간호 기술자 대책 의원 연맹
20. 암 정복 의원 연맹
21. 환태평양 경제 연계에 관한 연구회
22. 기인즈
23. 북조선에 납치된 일본인을 조기에 구출하기 위해 행동하는 의원 연맹  (옛 '북한 납치 의혹 일본인 구호 의원 연맹')
24. 행정 서사 제도 추진 의원 연맹
25. 협동 출자·협동 경리에서 일하는 협동 조합법을 생각하는 의원 연맹
26. 교육기본법 개정 추진위원회
27. 금연 추진 의원 연맹
28. 금융 서비스 제도를 검토하는 모임
29. 클러스터 폭탄 금지 추진 의원 연맹
30. 유람선 관광 진흥 의원 연맹
31. 크로닌 모임
32. 군인 연금 의원 연맹
33. 경제 활성화 세제 의원 연맹
34. 게이트볼 진흥 의원 연맹
35. 혈액 사업 연구 의원 연맹
36. 건설 전문 공사업의 발전을 기원하는 의원 연맹
37. 건전한 네트워크 사업을 성장시키는 의원 연맹
38. 헌법 조사 추진 의원 연맹
39. 헌혈 추진 의원 연맹
40. 원전 제로회
41. 고이즈미 개혁을 후퇴시키지 않는 의원 연맹
42. 영구평화를 위한 진상규명법의 성립을 목표로 하는 의원 연맹
43. 공공사업 체크 의원 모임
44. 공공물 전자 경계확정 사업을 추진하는 의원 연맹
45. 공영 방송의 본연의 자세에 대해 생각하는 의원 모임
46. 공영 방송의 공정성을 생각하는 의원 모임
47. 황실의 전통을 지키는 국회의원 모임
48. 교통 안전 의원 연맹
49. 교통 사고를 생각 국회의원 모임
50. 공무원 급여 개혁 단행을 추구하는 젊은 의원 모임
51. 고속도로 건설 추진 의원 연맹
52. 노인 학대 문제 의원 연맹
53. 국어를 생각하는 국회의원 간담회
54. 국제 관광 산업 진흥 의원 연맹
55. 국제연대세 창설을 요구하는 의원 연맹
56. 국토 보전과 지역 간 격차를 생각하는 의원 간담회
57. 국방부 설치를 조기에 실현하는 의원 연맹
58. 국민을 위한 우편 서비스를 만드는 모임
59. 유엔 난민 고등 판무관실 국회의원 연맹
60. 개인주주 확대 추진 의원 연맹
61. 국회 아마추어 무선 클럽
62. 국회 개혁 추진 의원 연맹
63. 국가 주권과 국익을 지키기 위해 행동하는 의원 연맹
64. 국립 추도 시설을 생각하는 모임
65. 어린이의 빈곤 대책 추진 의원 연맹
66. 아이의 미래를 생각하는 의원 연맹
67. 골프 진흥 의원 연맹
68. 곤약 대책 의원 간담회
69. 국적 문제를 검증하는 의원 연맹
70. 호적법을 생각하는 의원 연맹
71. 고민가 재생 의원 연맹[4]

### 사행
1. 재도전 지원 의원 연맹
2. 재판원 제도 추진 의원 연맹
3. 재일 한국인을 비롯한 영주 외국인 주민의 법적 지위 향상을 추진하는 의원 연맹
4. 축구 외교 추진 의원 연맹
5. 표고버섯 등 진흥 의원 연맹
6. 사형 폐지를 추진하는 의원 연맹
7. 사적 보존 의원 연맹
8. 사법 서사 제도 추진 의원 연맹
9. 사법의 본연의 자세를 검증·제언하는 의원 연맹
10. 쇼와의 날 추진 의원 연맹
11. 상가를 되살리기 행동 정책 연구회 (통칭 상인련)
12. 자주 헌법 연구회
13. 자연과의 공생을 생각하는 국회의원 모임
14. 자연 체험 활동 추진 의원 연맹
15. 시대에 적합한 풍영법을 요구하는 의원 연맹
16. 자민당 국제 인재 의원 연맹
17. 자전거 활용 추진 의원 연맹
18. 자동차 정비 의원 연맹
19. 자민당 동물 애호관리 추진 의원 연맹
20. 자민당 유기업 진흥 의원 연맹[5]
21. 자민당 한반도 문제 소위원회
22. 자산 효과로 국민을 풍부하게 하는 의원 연맹
23. 주판 제도 연구회
24. 중참양원을 하나의 법원에 통합하고 역동적인 국정을 만드는 모임
25. 중참양원을 통합하고 단원제의 새로운 '국민의회'를 창설하는 의원 연맹
26. 중입자선 의료 촉진 의원연맹
27. 소규모 사업대책 의원연맹
28. 저출산 사회대책 의원연맹
29. 소방 의원연맹
30. 장애인 국제회의 추진 의원연맹
31. 장애인 정책 추진 의원연맹
32. 쇼기 문화 진흥 의원연맹
33. 정화조 대책 의원연맹
34. 신헌법 제정의원 동맹 (통칭 : 새로운 헌법을 만드는 의원연맹, 이전의 자주적 헌법 기성의원 동맹)
35. 인권 옹호 법안으로 인권을 지키는 모임
36. 침술 마사지를 생각하는 국회의원 모임
37. 신세기 안전 보장 체제를 확립하는 젊은 의원 모임
38. 신일본 창조 의원연맹
39. 숲 체험학습·산촌 유학 추진 의원연맹
40. 산림 임업 산림산업 활성화 추진 의원연맹
41. 진정한 인권을 생각하는 간담회
42. 신도 정치 연맹 국회의원 간담회
43. 인구·식량·환경에 관한 의원 연맹
44. 스피리추얼 의원연맹
45. 신속한 정책 실현을 요구하는 유지의원 모임
46. 스포츠 의원연맹
47. 생활 안심 보장 연구회
48. 정치 주도의 모임
49. 청풍회
50. 세무사 제도 개혁추진 의원연맹
51. 세계의 어린이들을 위해 소아마비 근절을 목표로 하는 의원연맹
52. 세계 연방 일본 국회위원회
53. 설비 설계 의원연맹
54. 선거 제도의 근본적 개혁을 지향하는 의원연맹
55. 전국 산촌 진흥 연맹
56. 전국 보육문제 의원연맹
57. 전후 보상을 생각하는 의원연맹
58. 선택 의원 연합
59. 장기 이식법 개정 추진 의원연맹
60. 창생 '일본'

### 타행
1. 올바른 생각을 실행하는 모임
2. 올바른 일본을 만드는 모임
3. 담배 의원연맹
4. 담배와 건강을 생각하는 의원연맹
5. 올바른 역사를 전하는 국회의원 연맹
6. 치어리더 추진 의원연맹
7. 지하식 원자력 발전소 정책 추진 의원연맹
8. 치산 사업 등 추진 의원연맹
9. 치수 의원연맹
10. 티베트 문제를 생각하는 의원연맹
11. 차일드 라인 지원 의원연맹
12. 화폐 개혁 추진 의원 간담회
13. 퇴직 공무원 의원연맹
14. 대륙붕 조사 추진 의원연맹
15. 지구 규모 문제에 임하는 국제 의원연맹
16. 축산 진흥 의원연맹
17. 중고 자동차 의원연맹
18. 중국 항일기념관의 부당한 사진의 철폐를 요구하는 국회의원의 모임
19. 중국 연구회
20. 중소금융 기본문제 검토 의원연맹
21. 초당파에 의한 신세기 안전 보장 의원 모임
22. 주물산업 진흥 의원연맹
23. 조선통신사 교류의원회
24. 한반도 문제 연구회
25. 적절한 의료를 실현하는 의사 국회의원 연맹
26. 디플레이션에서 벗어나 경기 회복을 목표로 하는 의원 연맹
27. 전통과 창조의 모임
28. 천황 폐하 즉위 이십년 봉축 국회의원 연맹
29. 전자 투개표 시스템 연구회
30. 도서 의원연맹
31. 도시 하천 정비 촉진 의원 간담회
32. 개발도상국 빈곤문제 해결 의원연맹
33. 도서 의원 연맹
34. 트럭 진흥 의원 연맹

### 나행
1. 유채꽃 의원연맹
2. 21세기의 사회 보장 제도를 생각하는 의원 연맹
3. 일·러 우호 의원연맹
4. 중일 의원 간담회
5. 일대 우호 의원 간담회
6. 한일의원연맹
7. 한일 해저터널 추진 의원연맹
8. 한일에서 아시아 신기축을 생각하는 모임
9. 일증원호 의원협의회
10. 일중 관계를 발전시키는 의원회
11. 일중 교류 협의기구
12. 일중 국교 정상화 30 주년을 성공, 발전시키는 모임
13. 일중 21세기 모임
14. 일중 우호의원연맹
15. 일중 녹화 추진 의원 연맹
16. 조일 국교 정상화 추진 의원 연맹
17. 조일 우호 의원 연맹
18. 일백 국회의원 연맹[6]
19. 일본 미국 유럽 종합보안 의원협의회
20. 일미 국회의원 연맹
21. 일미 지위 협정의 개정을 공부하는 의원 연맹
22. 일본 EU 우호 의원 연맹
23. 일본 아프리카 연합 우호 의원 연맹
24. 일본 가나 의원 연맹
25. 일본 카타르 우호 의원 연맹
26. 일본 가봉 의원 연맹
27. 일본 카메룬 의원 연맹
28. 일본 캄보디아 우호 의원 연맹
29. 일본 기니 의원 연맹
30. 일본 케냐 의원 연맹
31. 일본 콩고 민주 공화국 의원 연맹
32. 일본 잠비아 의원 연맹
33. 일본 짐바브웨 의원 연맹
34. 일본 스위스 우호 의원 연맹
35. 일본 스웨덴 의원 연맹
36. 일본 대만 안보 경제 연구회
37. 일본 나이지리아 의원 연맹
38. 일본 뉴질랜드 의원 연맹
39. 일본 팔라우 우호 의원 연맹
40. 일본 방글라데시 의원 연맹
41. 일본 핀란드 우호 의원 연맹
42. 일본 부르키나파소 의원 연맹
43. 일본 브루나이 우호 촉진 의원 연맹
44. 일본 부룬디 공화국 의원 연맹
45. 일본 벨로루시 장기 정책 의원 연구회
46. 일본 보츠와나 의원 연맹
47. 일본 모리타니 이슬람 공화국 의원 연맹
48. 일본 모잠비크 의원 연맹
49. 일본 르완다 의원 연맹
50. 일본 유럽평의회 우호 의원 연맹
51. 일본 코트디부아르 공화국 의원 연맹
52. 일본 독립국가연합 우호 의원 연맹
53. 일본 아이슬란드 우호 의원 연맹
54. 일본 아랍 우호 의원 연맹
55. 일본 교직원조합 문제 규명 의원 연맹
56. 일본 건설장인사회 진흥 의원 연맹
57. 일본 수단 우호 의원 연맹
58. 일본의 앞날과 역사교육을 생각하는 의원 모임 (일본의 앞날과 역사 교육을 생각하는 젊은 의원 모임)
59. 일본의 영토를 지키기 위해 행동하는 의원연맹
60. 일본 파푸아뉴기니 의원 연맹
61. 일본 폴란드 우호 의원 연맹
62. 일본회의 국회의원 간담회
63. 일본 카이로 프랙틱 의원 연맹
64. 일본인 아내 등 자유왕래 촉진 의원 연맹
65. 일본 전통문화 활성화 의원 연맹
66. 일본을 밝게하는 모임
67. 일오 우호 의원 연맹[7]
68. 입국 관리 체제를 생각하는 자발적인 모임
69. 납세자 신고를 추진하는 의원 연맹
70. 농산물 등 수출 촉진 연구회
71. 농림업 유해조수 대책 의원 연맹
72. 노조미

### 하행
1. 발달 장애의 지원을 생각하는 의원 연맹
2. 엄마와 아이 지원 의원 연맹
3. 발레 문화 진흥 추진 의원 연맹
4. 히키코모리 대책 의원 연맹
5. 복합 카페의 법제화를 추진하는 의원 연맹
6. 무술 의원 연맹
7. 플라워 산업 의원 연맹
8. 대안학교 환경정비 추진 의원 연맹
9. 유람선 이용 적정화 추진 의원 연맹
10. 평화를 기원하고 진정한 국익을 생각하며 야스쿠니 신사 참배를 지지하는 젊은 국회의원 모임
11. 베이징 올림픽을 지원하는 의원 모임
12. 페루 전 대통령 후지모리 씨에 관한 재판의 공정을 요구하는 의원 연맹
13. 변리사 제도 추진 의원 연맹
14. 문화 예술 진흥 의원 연맹 (이전 명칭 : 음악 의원 연맹)
15. 홈 엔터테인먼트 의원 연맹
16. 보험 제도 개선 추진 의원 연맹
17. 보수적 중도 정책 연구회
18. 쌀 소비 확대·순미 추진 의원 연맹

### 마행
1. 만화·애니메이션·게임 관련 의원연맹
2. 민주당 핵 군축 촉진 의원 연맹
3. 민주당 엔터테인먼트 산업 건전 육성 연구회
4. 민주당 신시대 엔터테인먼트 산업 건전 육성 프로젝트 팀
5. 민주당 투어리즘 추진 의원 연맹
6. 민주당 한일 의원 교류위원회
7. 민주당 와인 산업 진흥 의원 연맹
8. 민진당 건설 장인의 안전 지위 향상 추진 의원 연맹
9. 모두가 야스쿠니 신사에 참배하는 국회의원 모임
10. 무연금 장애자 문제를 생각하는 의원 연맹
11. 모터 스포츠 진흥 의원 연맹
12. 목조 주택 등 진흥 의원 연맹
13. 모라로지 의원 연맹
14. 야구 진흥 의원 연맹
15. 야채 진흥 의원 연맹
16. 산의 날 제정 의원 연맹
17. 유기자원 활용 추진 의원 연맹
18. 유기농업 추진 의원 연맹
19. 유상 진료소의 활성화를 목표로 하는 의원연맹
20. 꿈 실현 21세기 회의
21. 예방 외교 추진 의원 연맹
22. 여당· 일조 관계와 인권을 생각하는 모임
23. 양계 진흥 의원 연맹
24. 요업 건재 추진 의원 연맹

### 라행
1. 라 모임
2. 럭비 월드컵 2019 일본 대회 성공 의원 연맹
3. 람사르 협약 등록 습지를 늘리는 의원 모임
4. 입헌 포럼
5. 임상 병리사 제도 개혁 의원 연맹
6. 예외적으로 부부 별성을 실현시키는 모임
7. 역사 교과서 문제를 생각하는 모임

### 와행
1. 와인 애호가 의원 연맹
2. 화장 진흥 의원 연맹

## 같이 보기
- 의원 단체